# Comuna Tokarivka, Bilozerka
Tokarivka (în ucraineană Токарівка) este o comună în raionul Bilozerka, regiunea Herson, Ucraina, formată din satele Ivanivka, Novoteahînka și Tokarivka (reședința).

## Demografie
Componența lingvistică a comunei Tokarivka
     Ucraineană (93,4%)
     Rusă (6,39%)
     Alte limbi (0,22%)
Conform recensământului din 2001, majoritatea populației comunei Tokarivka era vorbitoare de ucraineană (93,4%), existând în minoritate și vorbitori de rusă (6,39%).